# Beaupré Hall
Beaupré Hall foi um grande palácio do século XVI, feito principalmente em tijolo, o qual foi construído pelos Beaupre em Outwell, Norfolk, Inglaterra e ampliado pelos seus sucessores, os Bells. 

## Construção
As partes mais antigas do palácio datavam do inicio do século XVI e incluíam grande parte do bloco central que corria de Sudoeste para Nordeste, com uma grande ala a correr para Noroeste, num ângulo. A portaria estava localizada em frente do bloco principal e datava provavelmente de cerca de 1525. Cinquenta anos depois, após Sir Robert Bell suceder na propriedade em virtude do seu casamento com a herdeira de Edmund Beaupré, a secção Nordeste foi reconstruída desde o fundo do hall, uma entrada com um andar superior foi adicionada em ambos os lados e uma janela de balcão na frente; mais ou menos na mesma época foi construída uma larga janela em ângulo recto com Sudeste, e ligada com a parede da portaria para formar um pátio. Esta ala e parte do bloco principal foram destruídas há um século atrás, apesar de uma parte da parede do extremo Sudeste ainda restar. Antes do fim do século XVI foi formado um outro pátio para Sudoeste, por uma ala projectada desde o bloco principal e adjacente ao lado Sudoeste da portaria. Cerca de 1750 foram feitas alterações consideráveis, principalmente ao nível dos interiores.

## Arquitectura
A portaria era feita de tijolo com adornos de pedra, sendo a parte superior feita principalmente de pedra polida. Os arcos da passagem são centrados. Por cima deles ficava uma sala iluminada por trás e pela frente por uma janela quadrada com barras e traves. A sala continha uma lareira de finais do século XVI. A espaçosa capela ocupava o extremo da ala Noroeste. Está agora em ruínas e as paredes colapsaram parcialmente. Não estava correctamente orientada, ficando os altares no extremo Noroeste. Existia aqui uma janela de seis-luzes. Também existia uma janela semelhante na parede da esquerda, agora bloqueada. Estão lá algumas boas chaminés, seiscentistas, entulhadas. A porta principal apainelada era do século XVI. Várias salas do primeiro piso mantêm painéis; outra sala tem painéis do inicio do século XVIII e uma outra painéis Georgianos. A sala de estar, antigamente parte do hall, tinha uma chaminé do século XVII e uma funda cornija de madeira, o chão apainelado já não existe. As traseiras da casa foram algo alteradas no século XIX e sofreram grandemente no processo. Nos últimos anos, algumas janelas do bloco central, que haviam sido modernizadas,foram restauradas para asua forma original com barras e traves. Os telhados estão cobertos de pedras, excepto algumas partes que têm sido reparadas com lousa azul. Para Sul estão algumas casas de quinta contemporâneas, com cumeeiras e madeiras maciças.

## Heráldica
As marcas patrimoniais da família são recordadas em belos painéis de janelas heráldicas. Vários brasões foram reconstruidos depois de sofrerem vários danos e fragmentos de um estilo particular foram incorporados nos vários painéis.
A hístória desta família começou com um Normando de St.Omer que residiu e "batizou o seu domínio com graça gálica, entre os maçadores nomes dos dinamarqueses."
"O cavaleiro de St.Omer aparece no Rol da abadia de Battle, e os seus desecndents vivem aqui no seu sítio de Beaupre." 
Outros naturais de St.Omer notáveis são Sir Hugh de St. Omer e John de St. Omer, que de acordp com Matthew Paris, ficaram conhecidos por terem escrito uma denúnocia contra um monge de Peterborough que tinha satirizado o povo de Norfolk durante o reinado do Rei João; o que os elevou à fama literária. 
Um tal Sir Thomas de St. Omer foi conservador do guarda-roupa de Henrique III. O brasão do seu filho aparece num monumento, antigamente na Mulbarton Church. A sua filha Christian, sua única herdeira, casou com John. Deste casamento nasceu um outro John, dicte quoque Beaupre, que viveu durante o reinado de Eduardo II, e que casou com a filha de Osbert Simon de Montfort, 6º Conde de Leicester. O seu filho Thomas Beaupre seria criado pela avó Christian (última dos St.Omer) depois da morte de ambos os progenitores. Thomas foi feito cavaleiro pelo Rei Eduardo III e casou com Joan Holbeache, tendo morrido durante o reinado de Ricardo II.
Os vidros heráldicos do hall datavam da década de 1570. Os painéis Beaupre são significativamente maiores que os Bell, apesar de a cobertura ser particularmente fina.

## Anos finais
Durante a Segunda Guerra Mundial a propriedade foi usada pela RAF, tendo sofrido danos significativos com os bombardeamentos nazis. Beaupré Hall entrou então num estado de decadência, até que foi desafortunadamente demolido em 1966.